# Zichtau
Zichtau este o comună din landul Saxonia-Anhalt, Germania.